# Jean Coulomb

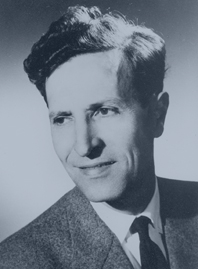
Jean Coulomb

Jean Coulomb (* 7. Mai 1904 in Blida, Algerien; † 26. Februar 1999 in Paris) war ein französischer Geophysiker und Angewandter Mathematiker. Er hatte eine führende Rolle in der französischen Geophysik und Weltraumforschung.
Coulomb studierte ab 1923 an der École normale supérieure, erhielt die Agrégation in Mathematik 1928 und wurde 1931 promoviert, während er Präparator und Assistent von Marcel Brillouin am Collège de France war. 1933 bis 1937 war er als Meteorologe auf dem Observatorium des Puy de Dôme und leitete 1937 bis 1941 das geophysikalisch-meteorologische Institut in Algerien. 1941 bis zu seiner Emeritierung 1972 war er Professor für Geophysik (Physique du Globe) an der Sorbonne. 1941 bis 1956 leitete er das Institut de physique du globe de Paris.
1951 war er Präsident der internationalen Gesellschaft für Erdmagnetismus und Elektrizität der Erde (International Association of Magnetism and Terrestrial Electricity). 1967 bis 1971 war er Präsident der Internationalen Geodätischen und Geophysikalischen Union (International Union of Geodesy and Geophysics, IUGG). 1972 war er Präsident des International Council of Scientific Unions.
1954/55 war er Gastprofessor in Istanbul. 1956 bis 1962 war er Direktor und dann Generaldirektor des CNRS. 1967 bis 1969 war er Direktor des Bureau des Longitudes.
Als Mitglied eines Komitees zur Weltraumforschung des IUGG überzeugte er mit anderen auf einer Tagung in Moskau 1955 Nikita Chruschtschow, sich dort zu engagieren, was im Sputnik-Programm geschah.
Er war hauptsächlich Theoretiker und befasste sich mit Seismologie, Atmosphärischer Elektrizität und Physik der Wolken, Geomagnetismus (magnetische Pulsationen, Interpretation der säkularen Variation des Erdmagnetfeldes durch Konvektionsströme im Erdkern), Ursprung von Schwereanomalien. In der Seismometrie entwickelte er eine detaillierte Theorie elektrischer Seismographen und er untersuchte die Entstehung von Oberflächenwellen bei Erdbeben und die Ausbreitung von Erdbebenwellen über Ozeane (T-Wellen, marine Mikrobeben).
Er war bei der CNRS maßgeblich an der Organisation und Finanzierung großer geophysikalischer Programme verantwortlich. Er sorgte für die Errichtung geophysikalischer Observatorien in Bangui, Dakar, Terre Adelie und auf den Kerguelen, für die Einrichtung des Centre de Recherches Geophysiques in Garchy, der Groupe de Recherches Ionosphériques in Saint Maur, des Service d’Aéronomie in Verrières le Buisson und des Institut National d’Astronomie et de Geophysique.
Als Angewandter Mathematiker gehörte er in den 1930er Jahren der frühen Bourbaki-Gruppe an. Aus der ursprünglichen Absicht, auch die Angewandte Mathematik zu behandeln, wurde dann aber nichts.
1971 erhielt er den Prix des trois physiciens, 1961 den Jules-Janssen-Preis, 1955 den Prix Holweck. 1960 wurde er Mitglied der Académie des sciences, deren Präsident er 1977/78 war. 1995 erhielt er das Großkreuz der Ehrenlegion, das Großkreuz des Ordre du Mérite und war Offizier des Ordre du Mérite Saharien.
Er war Mitglied der Royal Society, der Royal Astronomical Society und der belgischen, rumänischen und dänischen Akademie der Wissenschaften sowie der Academia Europaea. 1962 bis 1967 war er Präsident des Centre national d’études spatiales (CNES).

## Schriften
- mit Marcel Brillouin: Oscillations d’un liquide pesant dans un bassin cylindrique en rotation, Gauthier Villars, 1933
- mit J. Loisel:  La physique des Nuages, Albin Michel, 1940
- Séismométrie, in Siegfried Flügge u. a. Handbuch der Physik, Band 47, Springer Verlag 1956
- mit anderen: Traité de Géophysique interne, Band 1, Masson, 1973, Band 2, 1976
- La constitution physique de la terre, A. Michel 1952
  - Englische Übersetzung, mit Georges Jobert: Physical constitution of the earth, New York, Hafner 1963
- L’expansion des fonds océaniques et la dérive des continents, Paris, Presses Universitaire de France 1969
  - Englische Übersetzung: Sea floor spreading and continental drift, Reidel 1972